# Handa (Aichi)
Pour les articles homonymes, voir Handa.
Handa (半田市, Handa-shi) est une ville située dans la préfecture d'Aichi, sur l'île de Honshū, au Japon.

## Géographie

### Situation
La ville de Handa est située dans le nord-est de la péninsule de Chita et est bordée au sud-est par la baie de Mikawa.

### Municipalités limitrophes
| Agui     | Higashiura | Takahama       |
| Agui     | Handa      | Hekinan        |
| Tokoname | Taketoyo   | baie de Mikawa |

### Démographie
Au 1er juin 2016, la population de la ville de Handa était de 116 948 habitants, répartis sur une superficie de 47,42 km2. Au 1er décembre 2024, la population était estimée à 116 276 habitants.

## Histoire
Le bourg de Handa a été créé le 1er avril 1889 avec la mise en place du système de municipalités modernes. Il obtient le statut de ville à la suite de la fusion avec les bourgs de Kamezaki et Narawa.

## Transport
Taketoyo est desservi par la ligne Taketoyo de la JR Central et la ligne Kōwa de la Meitetsu.

## Jumelage
Handa est jumelée avec :
- Midland (États-Unis),
- Port Macquarie (Australie),
- Xuzhou (Chine).

## Symboles municipaux
Les symboles municipaux de Handa sont le pin et le rhododendron.